# Ayumi Shibata
Ayumi Shibata (柴田あゆみ, Shibata Ayumi, née le 22 février 1984 à Kawasaki (Kanagawa), Japon) est une chanteuse de J-pop, ex-membre du groupe féminin Melon Kinenbi et ex-Idol du Hello! Project dans les années 2000.

## Biographie
Ayumi Shibata débute fin décembre 1999 en formant Melon Kinenbi au sein du Hello! Project. En 2001, elle est l'héroïne d'un mini-drama fantaisiste en neuf épisodes diffusé au cours de l'émission Idol o Sagase!: Cyborg Shibata (サイボーグしばた), avec les autres membres des Melon Kinenbi et des membres du Hello! Project; la série aura deux suites de six épisodes chacune: Shin Cyborg Shibata!! en 2004, et Tatakae!! Cyborg Shibata San en 2005, qui sortent également en DVD.
Ayumi Shibata participe aussi en parallèle au groupe Tanpopo en 2002, et à divers Shuffle Units temporaires. 
Elle intègre en 2003 la nouvelle équipe de futsal du H!P, les Gatas Brilhantes H.P. Son départ du H!P est annoncé pour le 31 mars 2009, avec son groupe et les autres "anciennes" du "Elder Club", et elle continue sa carrière au sein de la maison-mère Up-Front.
Melon Kinenbi se sépare en mai 2010, et Ayumi Shibata quitte dans la foulée Up-Front et les Gatas Brilhantes après sept ans de participation. Elle continue depuis sa carrière dans une autre agence, et sort ses premiers disques en solo en 2011.

## Discographie
Singles en solo
- 2011.9.21 : GENKI (distribution limitée)
- 2011.11.2 : believe
- 2012.3.28 : Setsuna (セツナ?)

## Participations
Groupes du Hello! Project
- Melon Kinenbi (2000–2010)
- Tanpopo (2002-2003)

Shuffle Units
- 2001: 7nin Matsuri
- 2002: Odoru 11
- 2003: 11WATER
- 2004: H.P. All Stars
- 2005: Elegies

Futsal
- Gatas Brilhantes H.P. (2003–2010)

## DVD
- 4 décembre 2002 : Idol wo Sagase! Collection Vol.1 (アイドルをさがせ! コレクション Vol.1?) (Cyborg Shibata)
- 29 septembre 2004 : Shin Cyborg Shibata!! (新サイボーグしばたっ!!?)
- 28 septembre 2005 : Tatakae!! Cyborg Shibata 3 (闘え!!サイボーグしばた3?)

## Photobooks
- 2002.06.08 : Ayumi (あゆみ?)
- 2003.09.17 : ayumi2